# Viking 1
Pour les articles homonymes, voir Viking (homonymie).
Viking 1 est le nom de la première des deux sondes du programme Viking envoyées en 1975. Il fut le deuxième vaisseau interplanétaire (5 ans après Mars 3) à se poser sur Mars et à réussir sa mission. Viking 1 détenait le record de la plus longue mission martienne avec 6 ans et 116 jours, depuis l'atterrissage, jusqu'à la fin de la mission (en temps terrestre), avant d'être battu par les robots Spirit et Opportunity.

## Mission

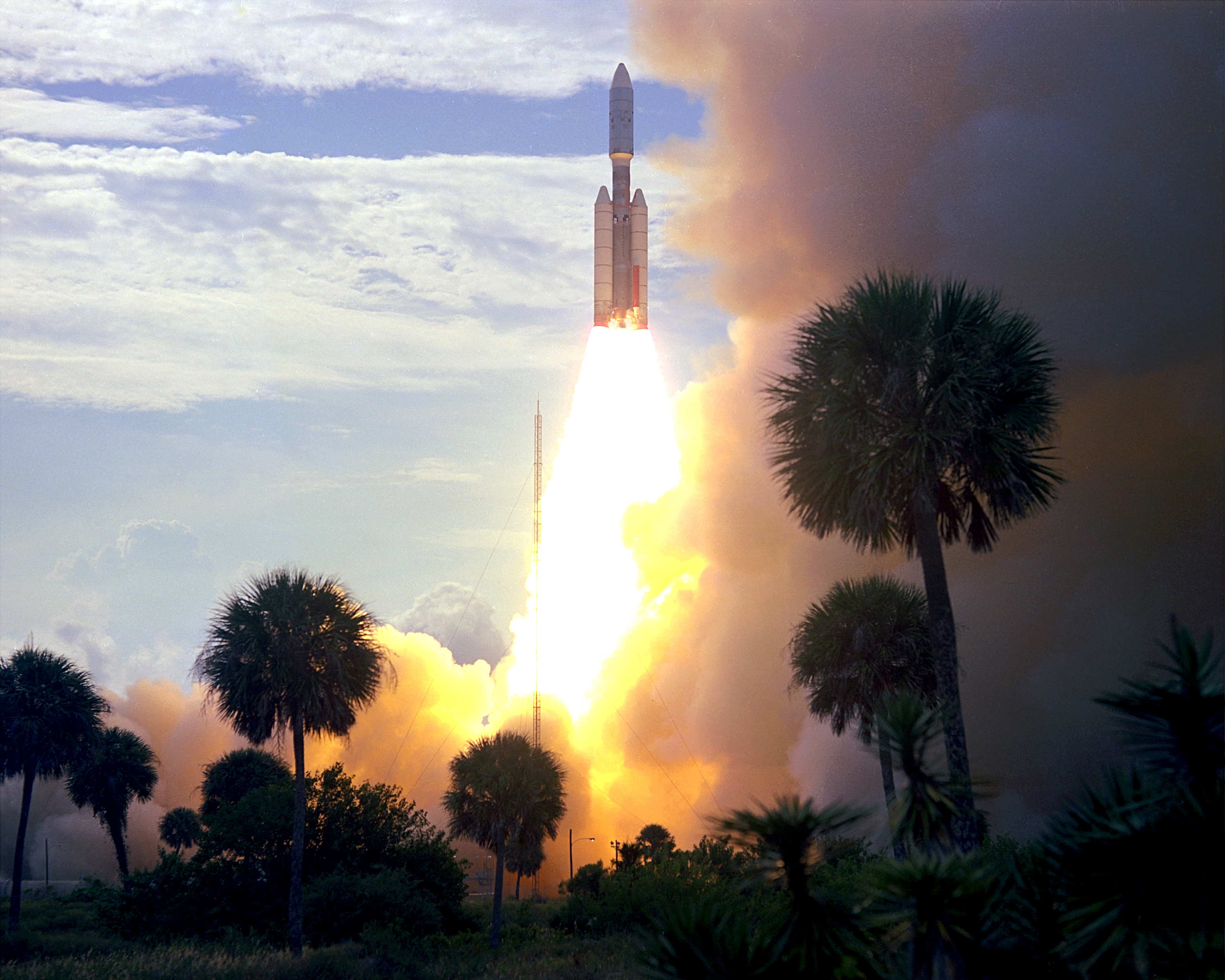
Le lancement de Viking 1.

Viking 1 fut lancé du Kennedy Space Center à Cap Canaveral le 20 août 1975 par une fusée Titan III équipée d'un étage Centaur. Il arriva près de Mars le 19 juin 1976. Dans un premier temps, l'allumage du moteur de Viking 1 pendant 38 minutes le plaça sur une orbite elliptique avec une apoapside de 50 000 km et un périapside de 15 000 km. Puis le 21 juin, l'orbite fut synchronisée avec le jour martien, avec une période de révolution de 24.66 heures, une apoapside de 33 000 km et un périapside de 1 513 km. Un atterrissage avait été envisagé pour le 4 juillet 1976, pour le bicentenaire du Jour de l'Indépendance, mais le 27 juin, la NASA annonça un report pour choisir un site moins accidenté que le site initialement sélectionné. Pendant le premier mois en orbite, Viking 1 fut utilisé exclusivement pour rechercher un site d'atterrissage sûr pour le module d'atterrissage de Viking 1. Dès que le module atterrit sur Mars, le 20 juillet 1976, l'orbiteur entama une campagne de prises de vue systématiques de la surface martienne. L'orbite très elliptique du vaisseau orbital était particulièrement pratique pour étudier la surface, en alternant des moments de grande proximité (pour la vision des détails) et de grand éloignement (pour une vision d'ensemble).

## Mission de l'orbiteur
Après le lancement, Viking 1 entama une navigation spatiale de 10 mois pour rejoindre Mars. Viking 1 fut mis en orbite martienne le 19 juin 1976. Sa première orbite était de 1 513 × 33 000 km, avec une période de révolution de 24,66 h. Elle fut atteinte le 21 juin. Cette orbite était destinée à assurer la certification du site d'atterrissage. Viking commença à transférer des images de Mars 5 jours après son insertion en orbite. Les images de sites candidats pour l'atterrissage permirent de choisir le plus approprié pour l'atterrissage, avec un léger délai par rapport aux prévisions initiales. Le module d'atterrissage fut séparé de l'orbiteur le 20 juillet à 8 h 51.
Une mission complémentaire commença le 14 décembre 1976 après une conjonction solaire. Cette mission prévoyait l'approche de Phobos en février 1977. Le périapside fut réduit à 300 km en mars 1977, suivi par des modifications mineures de l'orbite. Le module orbital de Viking 1 avait épuisé la majeure partie de son carburant pour les propulseurs de contrôle d'altitude et fut placé en orbite de stockage afin de retarder au maximum sa chute sur Mars. Le programme de Viking 1 Orbiteur fut clos le 7 août 1980 après 1 485 révolutions autour de Mars.

### Chronologie de la mission orbitale
Le 12 février 1977, l'orbite de Viking 1 fut modifiée pour permettre un survol de Phobos, la plus grande des lunes martiennes. Au plus près, le vaisseau orbital de Viking 1 survola Phobos à 90 km de sa surface. Le 11 mars 1977, le périapside de l'orbiteur fut diminué de 300 km par rapport à la surface martienne. Avec ce périapside bas, la résolution des instruments de mesure sur la surface permettait d'observer des objets de 20 mètres. Au début des années 1980, l'orbiteur Viking 1 avait pris plus de 30 000 photographies de la planète et était toujours opérationnel.
| Date              | Révolution | Événement |
| ----------------- | ---------- | --- |
| 19 juin 1976      | 0          | Insertion en orbite de Viking-1 autour de Mars (période de 46,2 heures)                                        |
| 21 juin 1976      | 2          | Modification de l'orbite pour aligner la période orbitale avec le jour martien (24h 39 minutes)                |
| 9 juillet 1976    | 19         | Modification de l'orbite pour permettre l'étude de nouveaux sites d'atterrissage                               |
| 16 juillet 1976   | 24         | Modification de l'orbite pour permettre l'atterrissage du module martien                                       |
| 20 juillet 1976   | 30         | Largage de l'atterrisseur et atterrissage à 1153:06 UTC (MSD 36455 18:40 AMT, 14 Mina 195 Darien)              |
| 3 août 1976       | 43         | Ajustement orbital mineur pour assurer la synchronisation avec VL-1                                            |
| 7 août 1976       | 43         | Insertion en orbite autour de Mars de Viking-2                                                                 |
| 21 août 1976      | 43         | Modification de l'orbite de Viking-2 pour préparer l'atterrissage                                              |
| 3 septembre 1976  | 75         | Atterrissage de VL-2 à 22h58 UTC (MSD 36500 00:34 AMT, 3 Mesha 195 Darien)                                     |
| 11 septembre 1976 | 82         | Diminution de la période orbitale pour se déplacer vers l'est                                                  |
| 20 septembre 1976 | 92         | Ajustement orbital pour assurer la synchronisation avec VL-2                                                   |
| 24 septembre 1976 | 96         | Orbite synchronisée avec VL-2                                                                                  |
| 22 janvier 1977   | 213        | Modification de la période orbitale pour approcher Phobos                                                      |
| 4 février 1977    | 227        | Synchronisation de l'orbite avec la période de Phobos                                                          |
| 12 février 1977   | 235        | Correction en vue d'une synchronisation précise avec Phobos                                                    |
| 11 mars 1977      | 263        | Réduction du périapside de 300 km                                                                              |
| 24 mars 1977      | 278        | Ajustement de la période orbitale à 23,5 heures                                                                |
| 15 mai 1977       | 331        | Petites manœuvres d'évitement de Phobos                                                                        |
| 1er juillet 1977  | 379        | Ajustement de la période orbitale sur 24 heures                                                                |
| 2 décembre 1977   | 898        | Ajustement de la période orbitale à 24,85 heures, début d'un survol lent de la planète                         |
| 19 mai 1978       | 1061       | Ajustement de la période orbitale sur 25 heures, accélération de la vitesse de survol                          |
| 20 juillet 1979   | 1120       | Périapside porté à 357 km, ajustement de la période orbitale sur 24,8 heures pour réduire la vitesse de survol |
| 7 août 1980       | 1485       | Déplacement de VO-1 sur l'orbite cimetière puis désactivation définitive après épuisement du carburant         |

### Survol de Phobos

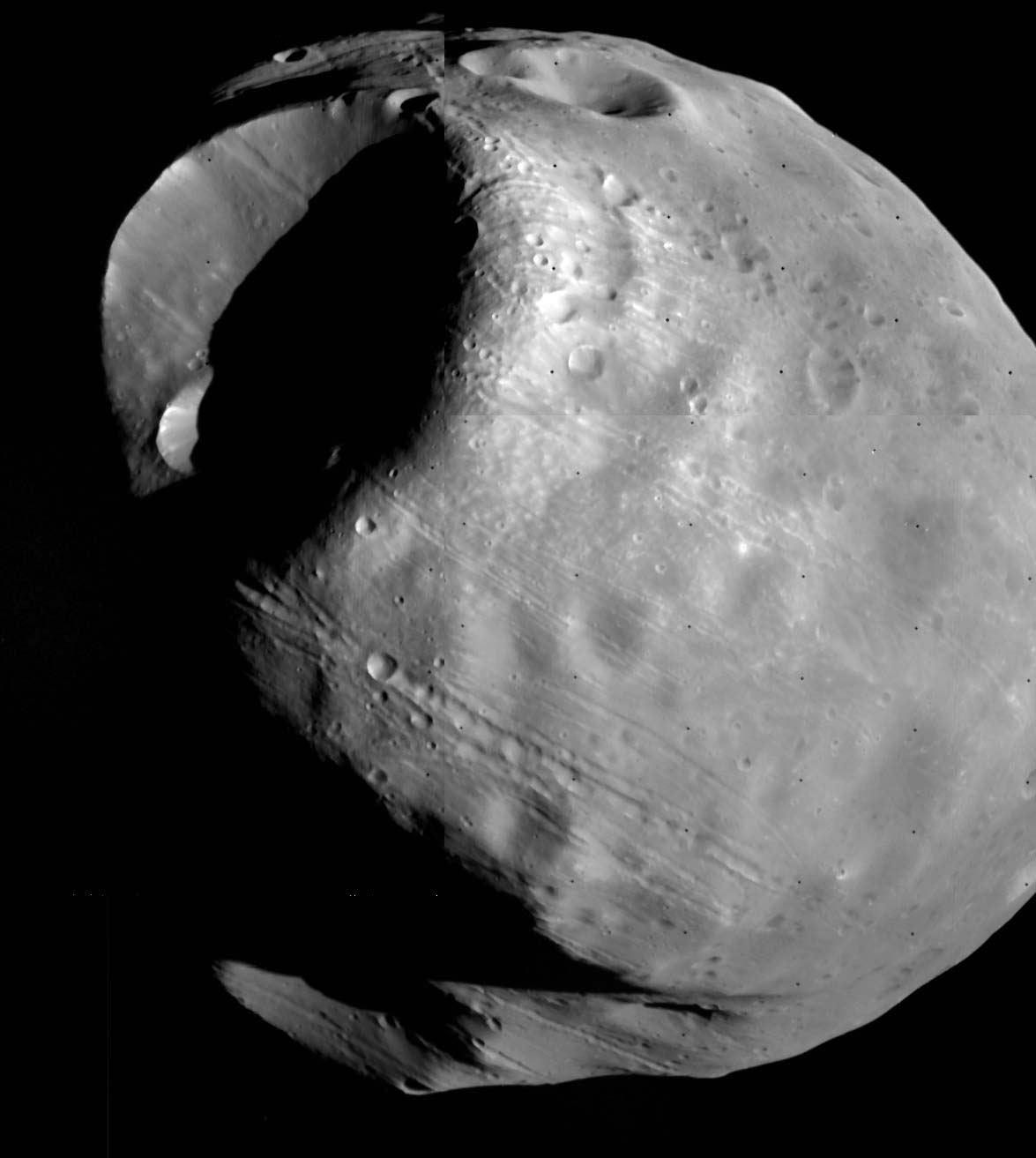
Prise de vue de Phobos par Viking 1 Orbiter.

Le programme Viking prévoyait une exploration intensive des deux lunes martiennes, Phobos et Deimos.
Viking 1 travailla plus spécifiquement sur Phobos. Le 12 février 1977, son orbite fut modifiée pour permettre un survol de Phobos, la plus grande des lunes martiennes. Au plus près, le module orbital de Viking 1 survola Phobos à seulement 90 km de distance de sa surface.
Les images spectaculaires en haute résolution, fournies par la sonde, furent les premières jamais obtenues sur un corps satellisé du système solaire. Les données fournies permirent d'obtenir des informations sur la morphologie de la surface, et sur les propriétés physiques et dynamiques de cette lune. Il fut découvert que Phobos était plus petit que ce qu'avait laissé croire la sonde Mariner 9 (5 200 km3 contre 5 700 km3 précédemment évalués).
L'orbiteur Viking obtint également des images de l'ombre portée sur Mars par son satellite. Ces images furent utilisées pour connaitre la position précise du module d'atterrissage Viking 1. Elles furent également employées pour améliorer la précision des coordonnées géographiques des cartes martiennes.

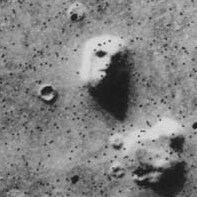
Cliché original de Viking 1 pris en 1976.

### Visage de Mars
Le 25 juillet 1976, au cours de sa 35e orbite, l'orbiteur Viking 1 survole Mars autour de 41° de latitude nord. C'est lors de ce passage qu'est pris le fameux cliché du site Cydonia Mensae dit le « Visage de Mars ». À l'époque, certains ont cru y déceler une structure artificielle. Depuis, de nouvelles photos du visage prises par la sonde Mars Global Surveyor, avec une résolution bien supérieure, ont montré qu'il s'agissait simplement d'une colline érodée.
C'est sur le cliché 35A72, d'une résolution de 47 mètres/pixel, qu'on peut observer cette butte de terre qui ressemble étrangement à un visage humain. L'image est jugée suffisamment intéressante pour que le Jet Propulsion Laboratory décide de la rendre publique au cours d'une conférence de presse le 31 juillet 1976. À l'époque, il ne fait guère de doute pour les responsables de l'imagerie du programme Viking qu'il s'agit d'un caprice de la nature : une colline qui, photographiée sous un angle particulier, et avec une lumière rasante (le cliché est pris à 18 h, heure locale) prend une apparence de visage humain par le jeu des ombres. Pour les responsables de la mission, le cliché est donc anecdotique et à ranger au rang des innombrables illusions que les appareils scientifiques produisent régulièrement,.

## Mission de l'atterrisseur

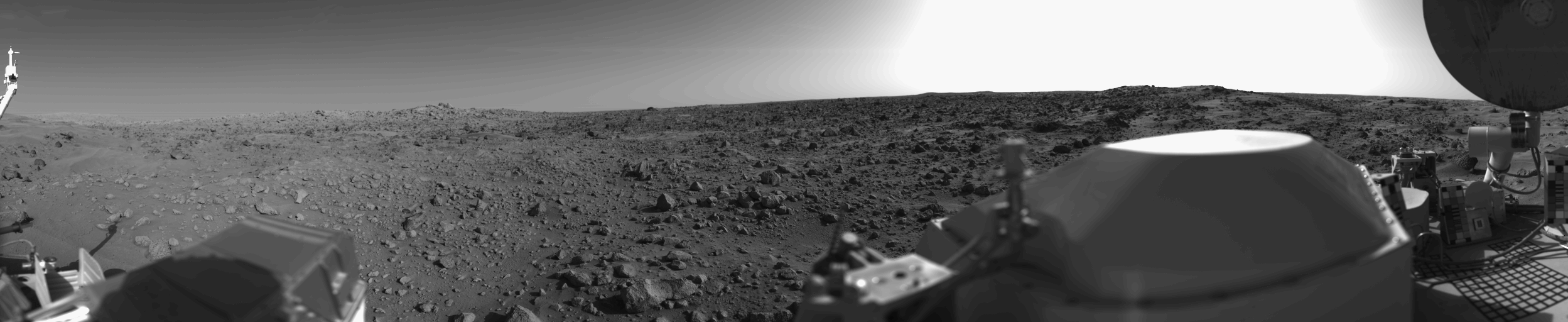
Photo panoramique prise par Viking 1 Lander.

Initialement, l'atterrissage sur Mars était prévu pour le 4 juillet 1976, date du Bicentenaire du Jour de l'Indépendance (États-Unis), mais l'observation de la surface depuis l'orbite, par la sonde, démontra que le site initialement choisi était trop accidenté pour un atterrissage sûr. Finalement, la procédure de descente fut reportée au 20 juillet. Le Viking Lander 1 quitta l'orbite à 8h51 et se posa à 11h53:06. C'était le premier atterrissage sur Mars d'un vaisseau des États-Unis d'Amérique.
Au moment de la séparation, le module d'atterrissage survolait Mars à environ 4 km/s. Les rétro-fusées du bouclier de protection furent allumées pour entamer le désorbitage. Après quelques heures, à 300 km d'altitude, le module d'atterrissage fut réorienté en vue de la rentrée atmosphérique. Le bouclier assura un freinage par frottement sur les couches atmosphériques.
Pendant cette phase de descente, des expériences étaient menées, utilisant le spectromètre de masse, les capteurs de pression de température, et de densité atmosphérique.
À 6 km d'altitude, avec un taux de descente de 250 m/s, les parachutes de 16 mètres de diamètre furent déployés. Sept secondes plus tard, le bouclier était éjecté, et 8 secondes après, les trois jambes de l'atterrisseur déployées. En 45 secondes, le parachute avait réduit la vitesse de descente à 60 m/s. À 1,5 km d'altitude, les rétrofusées étaient allumées, et 40 secondes plus tard, à une vitesse de descente de 2,4 m/s, le module se posait de manière assez douce, notamment grâce aux nids d'abeilles en aluminium installés sur les jambes afin d'amortir le choc.
Viking 1 s'était posé dans l'ouest de Chryse Planitia sur le point de coordonnées planétographiques 22,697° N, 311,778° E, avec une altitude de référence de −2,69 km. Environ 22 kg de propulseurs restaient en réserve au moment de l'atterrissage.

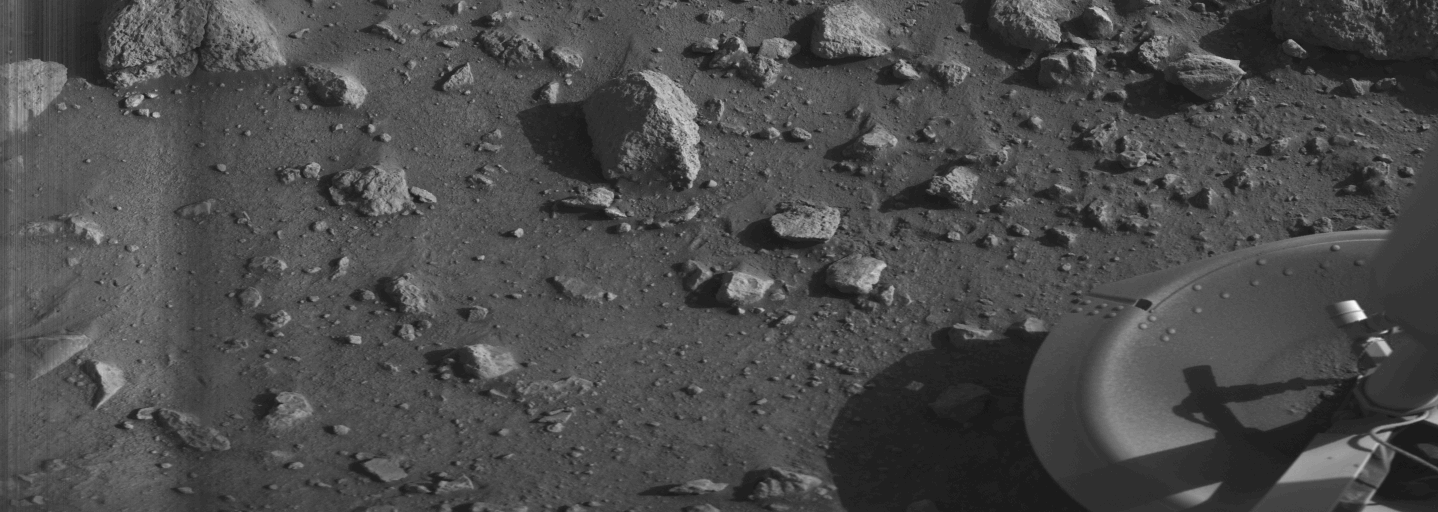
Première photographie de Viking 1 depuis le sol de Mars, prise le 20 juillet 1976 peu après son atterrissage.

La première transmission d'image depuis la surface débuta 25 secondes après l'atterrissage et prit 4 minutes. Le module d'atterrissage mit à profit ce délai pour activer ses systèmes : il sortit l'antenne à haut-gain et l'orienta en direction de la Terre pour communiquer directement. Il déploya également les capteurs de la station météorologique. Durant les 7 minutes suivantes, une seconde image fut prise montrant une scène panoramique à 300°.
Le jour suivant l'atterrissage, une première image en couleur de la surface de Mars fut prise. Cette première image a depuis été perdue (ou mal archivée). Sur les images originales, le ciel martien apparaît d'un bleu plus pâle que celui de la Terre du fait de la faible densité de l'atmosphère. Pensant à une erreur de calibrage de l'appareil photo, la NASA les a recolorées, et le ciel apparaît dorénavant comme légèrement rosé, tout comme la poussière. Le sismomètre embarqué ne peut être activé car les opérateurs ne parviennent pas à débloquer le verrou qui protège sa partie mobile des vibrations durant le vol : ce sismomètre sera le seul instrument non opérationnel de tout le programme Viking. En ce qui concerne le bras robotisé une goupille coincée empêche temporairement le déploiement de ce dernier. Il fallut 5 jours pour dégager le bras et lui rendre sa mobilité. Malgré ces difficultés, toutes les expériences fonctionnèrent selon les plans initialement prévus.
Le module fonctionna pendant 2245 sols (noms des jours martiens, lire aussi Mesure du temps sur Mars) ce qui représente 2306 jours terrestres ou encore 6 ans. Début 1982, il fonctionnait toujours, mais les batteries commençaient à donner des signes de faiblesse et les experts techniques et informatiques du JPL mettent au point un protocole de réinitialisation et mise à jour du logiciel d'auto régénération des batteries. Une première commande en ce sens est envoyée courant 1982, puis reçue et traitée avec succès par Viking 1 mais les batteries se déchargent de nouveau très vite, bien que l'atterrisseur continue d'envoyer des données à la Terre. Lorsque le 11 novembre 1982, une nouvelle commande fut envoyée depuis la Terre, celle-ci et eut pour conséquence une perte de contact. La commande fautive avait pour objectif de télécharger une nouvelle mise à jour de ce même programme de gestion du chargement de la batterie. Après enquête, il est apparu que cette commande erronée a eu pour conséquence d'écraser par mégarde les données utilisées par le logiciel de pointage d'antenne. Les tentatives menées pour contacter le module pendant les 4 mois qui suivirent, en présumant de la dernière position connue de l'antenne, échouèrent. Néanmoins, les techniciens ont pensé que le Viking a fonctionné encore quelques jours, voire quelques semaines après cette coupure et ils ont estimé que l'antenne ainsi déréglée a continué à chercher anarchiquement un pointage vers la Terre jusqu'à épuisement et qu'il se pouvait qu'elle pointe "par hasard" vers la Terre mais pas nécessairement dans les moments où la bande passante du Deep Space Network était disponible pour communiquer avec Viking 1. Le programme Viking constate officiellement l'échec de ces tentatives de reprise de contact ainsi que la perte du dernier des éléments Viking en se terminant le 21 mai 1983.

### Position du module d'atterrissage Viking 1 sur Mars
Le site d'atterrissage de Viking 1 se trouve à 6 725 km de Viking 2, à 2 215 km du site Cydonia Mensae (lieu-dit le visage de Mars), 4 655 km du volcan dit Mont Olympus, 6 195 km du lieu-dit Cité des Inca, 6 935 km de Mars 2, 7 085 km de Mars 3, 3 070 km de Mars 6.
Par rapport aux missions récentes, il se situe à 7 350 km de Mars Polar Lander, 835 km de la sonde Mars Pathfinder, et 7 620 km de la sonde Deep Space 2.
| Mars 3 Viking 1 Viking 2 Mars Pathfinder Spirit Opportunity Phoenix Curiosity Perseverance Beagle 2 Schiaparelli InSight Mars 6 Mars 2 |

Position de Viking 1 par rapport aux autres sondes spatiales ayant atterri sur Mars.

## État actuel des éléments de Viking 1

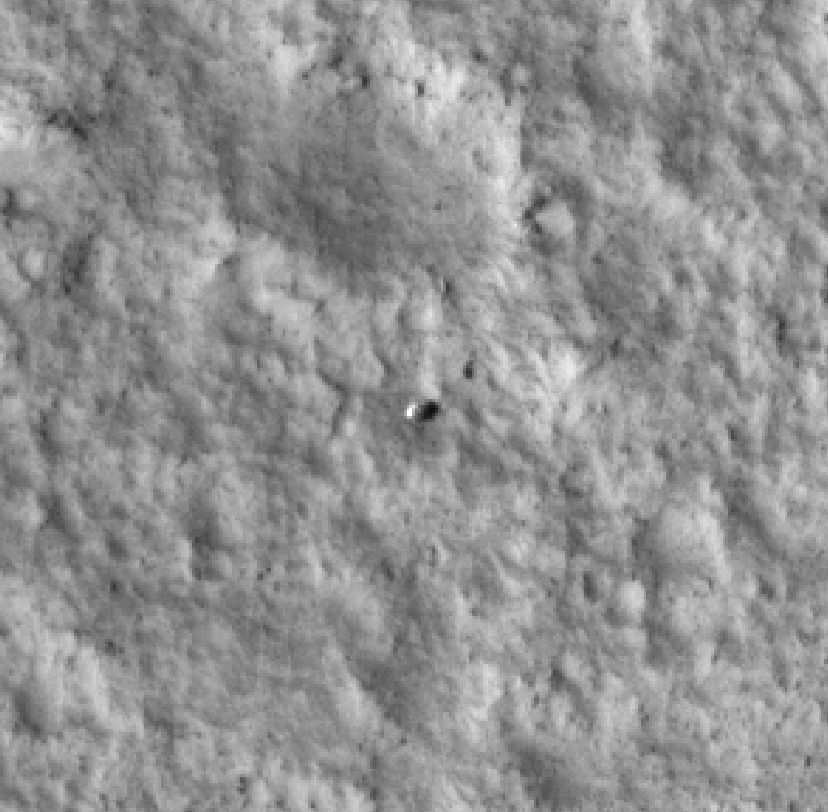
Photo de VL 1 prise par Mars Reconnaissance Orbiter en 2006.

Le 7 août 1980, l'orbiteur Viking 1 ne possédait plus suffisamment de réserves de propulseurs pour contrôler son altitude. Son orbite fut modifiée de 357 × 33 943 km à 320 × 56 000 km pour différer autant que possible une chute sur Mars avec ses conséquences en matière de contamination. La chute devrait intervenir vers 2019.
Le module d'atterrissage Viking 1 fut baptisé en janvier 1982 du nom de Station historique Thomas Mutch en l'honneur du responsable de l'équipe d'imagerie de Viking.
En 2006, le module d'atterrissage de Viking 1 a été photographié sur la surface de Mars par la sonde Mars Reconnaissance Orbiter.

## Résultats de la mission Viking 1
À eux deux, les orbiteurs Viking ont réalisé des clichés haute résolution de la totalité de la planète Mars. Ces images sont toutes disponibles dans le domaine public et sont restés longtemps une référence. L'orbiteur Viking 1 a également mené une mission de photographie détaillée de Phobos. Initialement, la mission Viking prévoyait que les atterrisseurs fonctionneraient 90 jours après leur arrivée sur le sol de Mars. L'orbiteur Viking 1 dépassa cette prévision de 4 ans ! Bien que les deux vaisseaux fussent exactement identiques, le module d'atterrissage de Viking 1 a mené la plus longue des missions au sol du programme et a fonctionné au-delà des prévisions prévues par ses concepteurs en continuant à fournir des données météorologiques jusqu'en novembre 1982. Les analyses du sol menées par la sonde ont fourni des informations riches sur sa composition mais n'ont pas permis de trancher la question de l'existence ou non de vie carbonée sur Mars.

### Conditions observées sur le site d'atterrissage

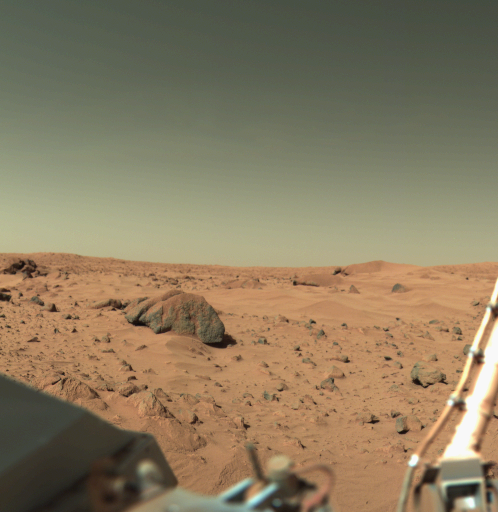
Vue du site d'atterrissage prise par le Lander Viking 1. Le rocher le plus imposant est celui baptisé du nom de Big Joe par les scientifiques.

Les rochers de tailles variables sont répartis un peu partout. Un rocher plus gros que les autres (approximativement de la taille d'une table) est visible. Il a été nommé Big Joe. Certains blocs présentent des traces d'érosion due au vent. Il y a plusieurs petites dunes de sable en mouvement. Le vent souffle de manière régulière à 7 mètres par seconde. Il semblerait qu'une croute dure, semblable à un dépôt, recouvre le sol. Elle est semblable aux dépôts de carbonates de calcium (le Caliche), qui sont fréquents dans le Sud-Ouest américain. Ce type de croûtes est formé par des solutions minérales qui migrent dans le sol, et s'évaporent lorsqu'elles parviennent à la surface.

### Analyses du sol
Le sol ressemble à ceux produits par l'altération des laves basaltiques. Les échantillons de sol testés recelaient du silicium en abondance, ainsi que du fer, avec des quantités significatives de magnésium, d'aluminium, de soufre, de calcium et de titane. Des traces de strontium et d'yttrium furent détectées. La quantité de potassium mesurée était 5 fois plus faible que celle rencontrée sur la croute terrestre. Quelques composés chimiques du sol étudié contenaient du soufre et du chlore, ce qui ressemble aux résidus rencontrés après l'évaporation d'eau de mer. Le soufre était plus concentré en surface du sol et diffus dans les couches inférieures. Le soufre pourrait aussi être présent sous forme de composant dans des sulfates de sodium, de magnésium, de calcium ou de fer. Il est aussi possible que des sulfites de fer existent. Les robots Spirit et Opportunity ont d'ailleurs trouvé tous les deux des sulfates sur Mars.

### Recherche de vie
Viking devait réaliser des expériences biologiques dont la finalité était de rechercher la vie sur Mars. Les trois systèmes utilisés pour les expérimentations pesaient 15,5 kg.

Aucun composé organique chimique ne fut trouvé dans le sol. Néanmoins, on sait maintenant que des zones sèches de l'Antarctique ne contiennent pas d'organismes détectables, alors que l'on sait qu'il en existe dans les rochers. Viking aurait donc très bien pu mener ses expériences au mauvais endroit. Ainsi les peroxydes qui peuvent oxyder les composés chimiques organiques[Quoi ?]. Récemment[Quand ?], le vaisseau Phœnix a découvert des perchlorates dans le sol martien. Le perchlorate est un oxydant puissant et il pourrait être responsable de la destruction de la vie organique sur la surface martienne. Il est très probable que s'il existe une forme de vie carbonée à la surface de Mars, elle ne se trouvera pas sur la surface du sol.

## Utilisation comme référence de longitude martienne
Depuis 2018, c'est l'atterrisseur Viking 1 qui définit le premier méridien de Mars en ayant une longitude officiellement assignée de 47,951 37 degrés ouest.